# Your Guide to Better Lies
Your Guide to Better Lies är den svenska Lo-fi-gruppen Bucks debutalbum, utgivet på skivbolaget The Diving Empire 2000.

## Låtlista
1. "This Is the Sound"
2. "One Million Lies"
3. "Little White Girl"
4. "Breakdown"
5. "Keep Me Like a Secret, Part 1"
6. "My Angel Divine"
7. "The Water, the Victim and the Bait"
8. "Like a Dog in a Shed"
9. "Red Eyes"
10. "Shortcut"
11. "A Careful Lie"
12. "Go"
13. "Keep Me Like a Secret, Part 2"
14. "Big Heart, Silver Girl"
15. "Little White Chapel"

### Fotnoter
1. ↑  ”Your Guide to Better Lies”. Svensk mediedatabas. http://smdb.kb.se/catalog/search?q=your+guide+to+better+lies&x=0&y=0. Läst 16 december 2012.